# 진교 나들목

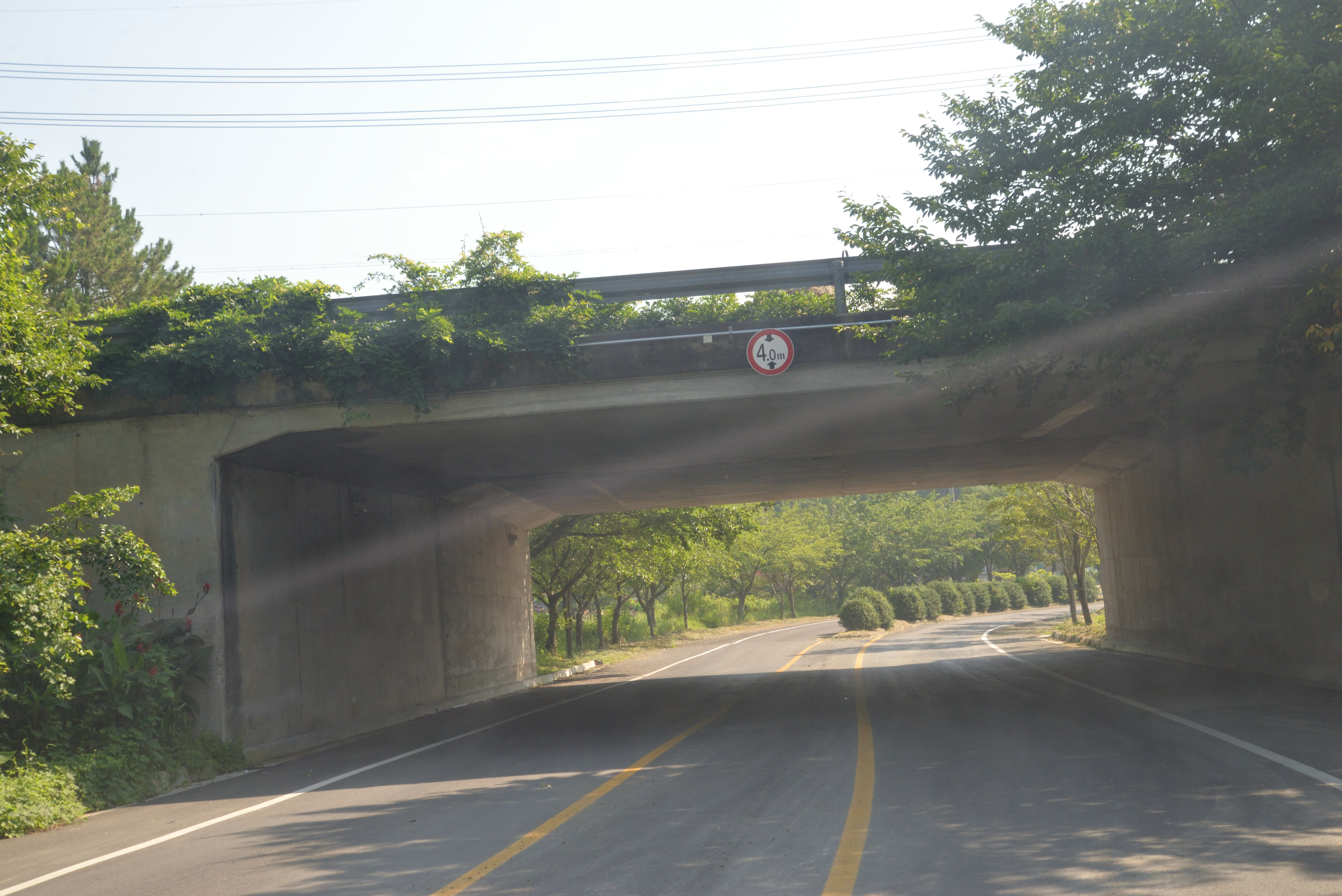
구 진교 입체 나들목(1984~1992) 진출입로와 본선이 교차하는 교각

진교 나들목(Jingyo IC)은 경상남도 하동군 진교면 관곡리, 송원리에 걸쳐 있는 남해고속도로의 18번 교차로(나들목)이다. 나들목 진출입로는 진교면 진교리와 접하고 있다.
1973년 11월 14일에 평면 교차로로 개통되었으며 1984년 12월 20일에 현 진교 나들목에서 약 3 km 떨어진 위치에 입체 교차로로 신설 개통되었다. 이후 1992년 남해고속도로 사천~광양간 왕복 4차선 확장 공사가 개통되면서 현재 위치로 옮겨졌다. 하동 금오산과 남해대교 부근을 연결하는 1002번 지방도로와 연결되어 있다.

## 연혁
- 1973년 11월 14일 : 부산 ~ 순천 고속도로 개통과 함께 하동군 진교면 진교리 위치에서 평면 교차로로 통행 개시[1]
- 1984년 4월 30일 : 입체 나들목 건설을 위해 경상남도 하동군 진교면 진교리 260m 구간 도로구역 변경[2]
- 1984년 12월 20일 : 입체 나들목으로 신설 개통[3]

## 구조물 정보
- 위치: 경상남도 하동군 진교면 관곡리, 송원리
- 영업소: 경상남도 하동군 진교면 경충로 1155-27

## 접속하는 도로
- 지방도 제1002호선 (경충로)

## 교통량 정보
| 요금소        | 통행량 (대/일) | 통행량 (대/일) | 통행량 (대/일) | 통행량 (대/일) | 통행량 (대/일) | 통행량 (대/일) | 통행량 (대/일) | 통행량 (대/일) | 통행량 (대/일) | 통행량 (대/일) | 각주  |
| 요금소        | 2001년         | 2002년         | 2003년         | 2004년         | 2005년         | 2006년         | 2007년         | 2008년         | 2009년         | 2010년         | 각주  |
| ------------- | -------------- | -------------- | -------------- | -------------- | -------------- | -------------- | -------------- | -------------- | -------------- | -------------- | ----- |
| 진교 (폐쇄식) | 4,167          | 4,561          | 4,080          | 3,771          | 3,596          | 3,524          | 3,528          | 3,571          | 3,620          | 3,586          | [ 4 ] |
| 요금소        | 2011년         | 2012년         | 2013년         | 2014년         | 2015년         | 2016년         | 2017년         | 2018년         | 2019년         |                | [ 4 ] |
| 진교 (폐쇄식) | 3,364          | 3,324          | 3,407          | 3,408          | 3,545          | 3,645          | 3,897          | 3,872          | 3,800          |                | [ 4 ] |